# Kura jedwabista

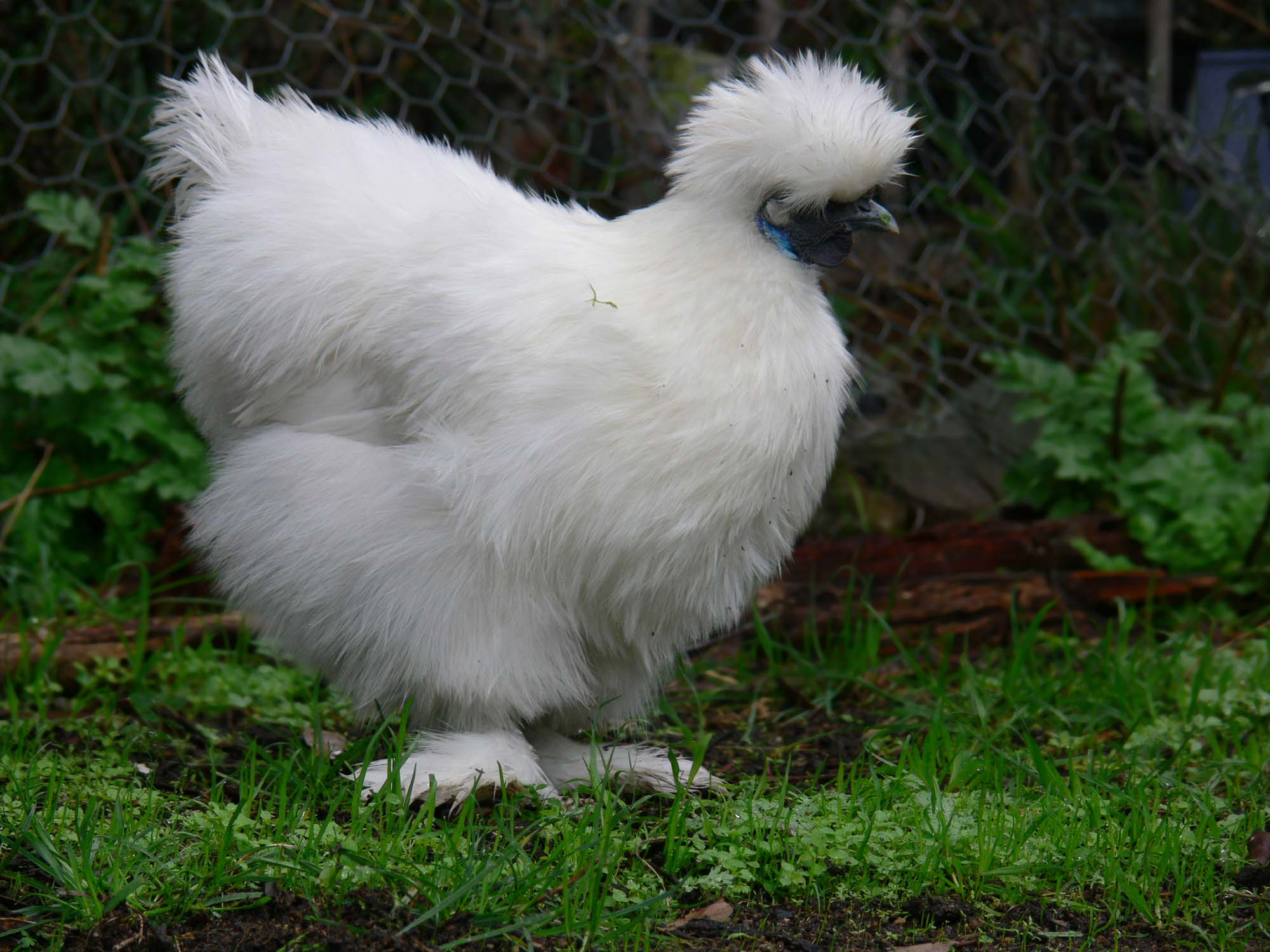
Kura jedwabista biała

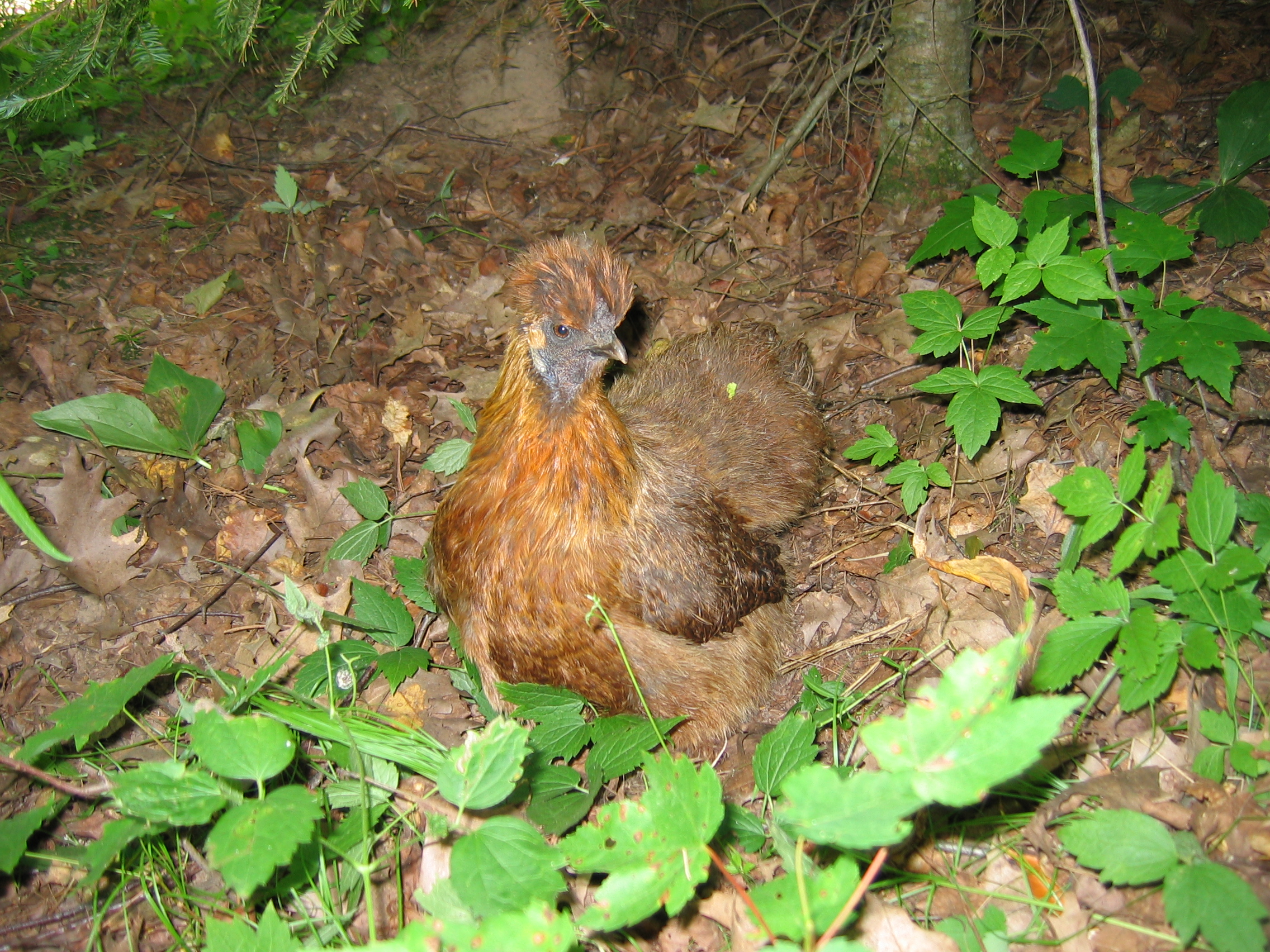
Kurka barwy dzikiej

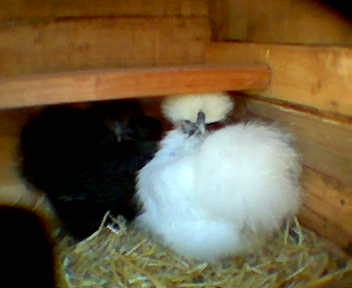
Dwie kurki – czarna i biała

Kura jedwabista – rasa kur czubatych. Nazwa wywodzi się od przypominających w dotyku jedwab lub satynę, gładkich piór pozbawionych haczyków, które tworzą okrywę przypominającą futro. Do innych cech charakterystycznych należą: czarna skóra, czarne kości, niebieska zewnętrzna część ucha i pięć palców u każdej z łap. Można wyróżnić osobniki brodate i bezbrode. Występuje także odrębna rasa, nazywana Miniaturą. Powstała ona w wyniku z krzyżowania wąsacza watermalskiego i kury jedwabistej.

## Historia
Dokładne miejsce powstania rasy jest nieznane. Najlepiej udokumentowany został on na terenie obecnych Chin. Południowowschodnia Azja, Indie i Java są również prawdopodobnym obszarem genezy odmiany. Pierwsze historyczne wzmianki dotyczące kur jedwabistych pochodzą z XIII wieku, kiedy Marco Polo wspomniał o napotkaniu „futrzastych” kurczaków.
W XIX wieku kury jedwabiste są jedną z najbardziej rozpoznawalnych ras kur ozdobnych. Ich niecodzienne upierzenie i szeroka gama wariacji kolorystycznych sprawia, że ptaki te często pojawiają się na wystawach drobiu, a także często są hodowane w celach ozdobnych. 

## Zachowanie
Kury jedwabiste cechuje łagodne usposobienie. Są przyjacielsko nastawione do ludzi i można je oswoić. W czasie kwoczenia wykazują wysokie zainteresowanie wysiadywaniem jaj. Za względu na silny instynkt macierzyński, u tej rasy zaobserwowano chęć opieki nad jajami innych gatunków ptaków.
Tendencja do kwoczenia wpływa negatywnie na poziom nieśności. Kura tej rasy może wyprodukować około 100 sztuk jaj w skali roku. Stosunkowo niska produktywność i chęć opieki nad kurczętami sprawia, że hodowcy często pozwalają kwokom opiekować się pisklętami innych ptaków.

## Odmiany barwne
- Biała
- Czarna
- Dzika
- Jastrzębiata
- Perłowa
- Niebieska
- Żółta
- Czerwona